# قيس الغضبان
قيس غضبان (بالإنجليزية: Kaies Ghodhbane)‏ (مواليد 7 يناير 1976 في قصر هلال) لاعب كرة قدم تونسي دولي معتزل كان يجيد اللعب في خط الوسط.

## روابط خارجية
- قيس الغضبان على موقع الاتحاد الدولي (مؤرشف)  (الإنجليزية)
- قيس الغضبان على موقع اتحاد تركيا (لاعب) (الإنجليزية)
- قيس الغضبان على موقع قاعدة بيانات كرة القدم.إي يو (الإنجليزية)
- قيس الغضبان على موقع ناشيونال فوتبول تيمز (الإنجليزية)
- قيس الغضبان على موقع Soccerway.com (الإنجليزية)
- قيس الغضبان على موقع أوليمبيديا (الإنجليزية)